# Col de la Forclaz
Col de la Forclaz är ett bergspass i Schweiz.   Det ligger i distriktet Martigny och kantonen Valais, i den sydvästra delen av landet, 100 km söder om huvudstaden Bern. Col de la Forclaz ligger 1 527 meter över havet.
Terrängen runt Col de la Forclaz är mycket bergig.
I omgivningarna runt Col de la Forclaz växer i huvudsak blandskog. Runt Col de la Forclaz är det ganska tätbefolkat, med 83 invånare per kvadratkilometer.